# Faulkton (Dél-Dakota)
Faulkton település az Amerikai Egyesült Államok Dél-Dakota államában, Faulk megyében, melynek megyeszékhelye is. Lakosainak száma 826 fő (2020. április 1.).

## Népesség
A település népességének változása:

| 2010 | 736 |
| 2020 | 826 |